# 國家區域網路
国家局域网（英語：National intranet）指的是由国家运作、基于互联网协议的一种封閉平臺式网络，其目的是控制和监视网民，限制他们访问外部的网络。在伊斯兰国家，也使用“清真互联网”（halal internet）这个名字来称呼它。古巴和缅甸也有使用类似的国家局域网系统来与万维网的其他部分隔离开来。
国家局域网通常以国家控制的传媒来取代外国人运营的互联网服务（例如搜索引擎、Webmail等等）。它也可以被视为互联网审查中最极端者。万维网及其服务完全都被国家局域网中的仿制品取代，并处在国家的掌握之下。

## 典型国家

### 朝鲜
朝鲜民主主义人民共和国的光明网创立于2000年，是世界上最著名的国家局域网。

### 伊朗
2011年4月，伊朗高官Ali Agha-Mohammadi宣布，伊朗计划开展一个“清真互联网”计划，以符合伊斯兰教的价值观并“适当的”提供服务。创建这样一个类似于朝鲜的网络能够防止来自伊朗之外的不良信息进入这个封闭的系统里。伊朗的封闭平台将会有位于自己境内的电子邮件服务器和搜索引擎。

### 俄罗斯
2020年，俄罗斯测试了名为俄网（俄罗斯联邦境内的互联网）的内部互联网。